# ایشخان ساقاتلیان
ایشخان واچیکی ساقاتلیان (ارمنی: Իշխան Վաչիկի Սաղաթելյան؛ زادهٔ ۶ مه ۱۹۸۲) سیاستمدار، علوم سیاسی اهل ارمنستان است که از تاریخ ۱ ژوئن ۲۰۱۸ تا ۳ تاریخ ۳ اکتبر ۲۰۱۸ سمت استاندار استان گغارکونیک را برعهده داشت. وی از ۲ اوت ۲۰۲۱ نماینده دوره هشتم مجلس ملی جمهوری ارمنستان می‌باشد.